# Hustynjachronik

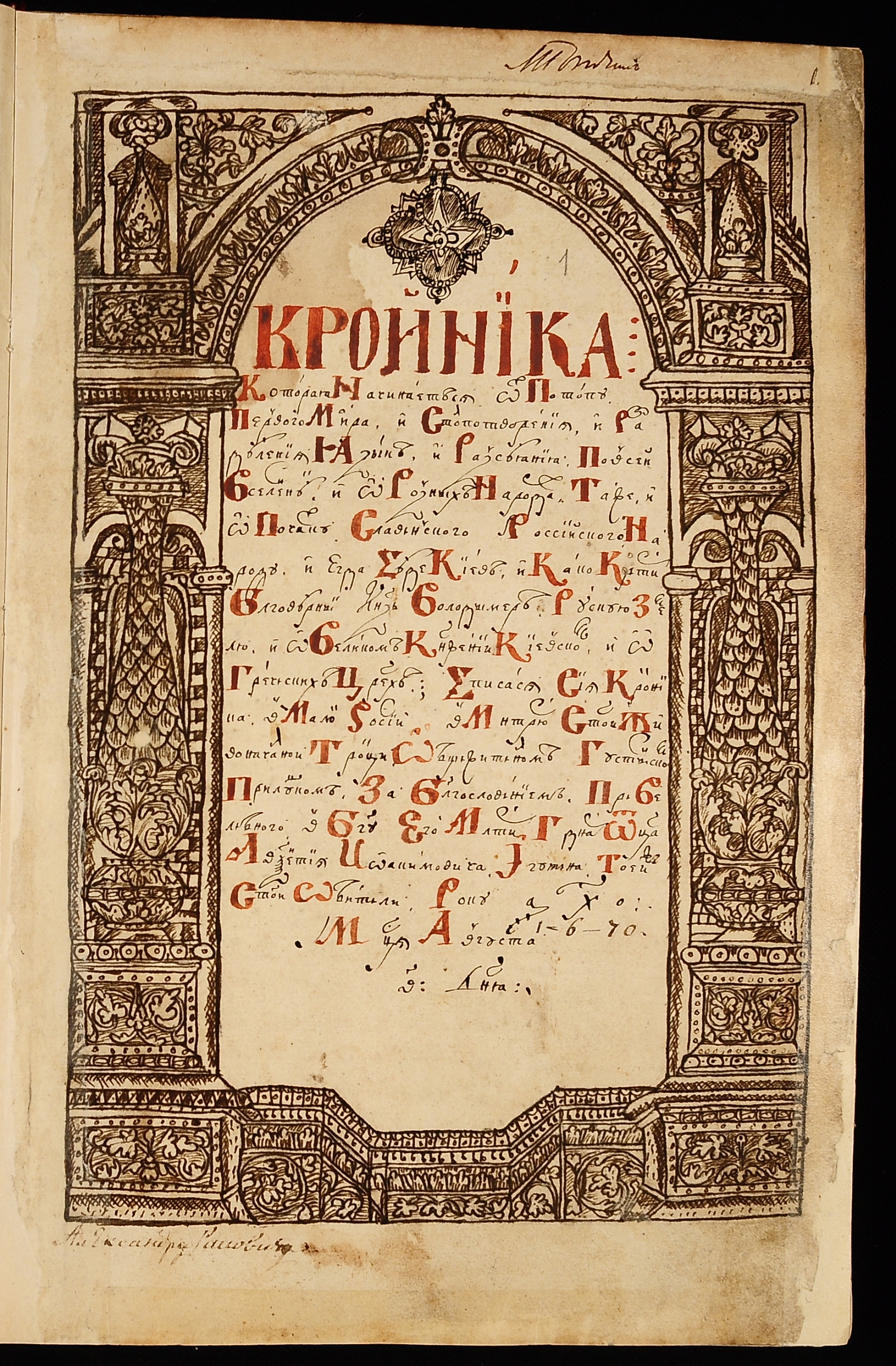
Titelseite

Die Hustynjachronik (ukrainisch Густинський літопис) ist eine Chronik aus dem 17. Jahrhundert.
Sie wurde im Kloster Hustynja zusammengestellt und auf Kirchenslawisch verfasst. Das Original ist nicht mehr vorhanden. Eine Abschrift ist erhalten geblieben, die der Priestermönch M. Lossyzkyj um das Jahr 1670 im Kloster in die Landessprache übertragen hat. Der Historiker Anatolij Jerschow glaubte, dass das Werk zwischen 1623 und 1627 von Zacharias Kopystenski geschrieben wurde.
Der Haupttext der Chronik ist ein Bericht über die Geschichte der Ukraine von der Zeit der Kiewer Rus bis 1597. Viele der gegebenen Informationen basieren auf Chroniken Polens, Litauens, Byzanz, und der alten Rus. Außerdem beinhaltet es auch eine originelle Geschichte der damaligen Bedingungen in der Ukraine, ihrer Verbindungen zum Großfürstentum Moskau, der Politik der litauischen Großfürsten, des Adels in Polen und der Türkei und der Plünderungen durch die Türken und Tataren. Die Chronik endet mit Kapiteln über die Herkunft der Kosaken, der Einführung des Gregorianischen Kalenders und der Union von Brest.
Der Text der Chronik wurde 1845 in der Vollständigen Sammlung russischer Chroniken veröffentlicht. Eine moderne ukrainische Version wurde 1985 in Kiew veröffentlicht.